# Verneřice
Verneřice település Csehországban, Děčíni járásban. Verneřice Těchlovice, Žandov, Úštěk, Lovečkovice, Heřmanov, Merboltice, Valkeřice és Zubrnice településekkel határos. Lakosainak száma 1164 fő (2024. január 1.).

## Népesség
A település lakosságának változását az alábbi diagram mutatja:
| Lakosok száma | 4943 | 4751 | 4123 | 1271 | 1102 | 1089 | 1130 | 1158 | 1174 | 1164 |
|               | 1869 | 1900 | 1921 | 1961 | 1980 | 2011 | 2016 | 2019 | 2021 | 2024 |